# Ткачук Руслан Валерійович
Русла́н Вале́рійович Ткачу́к — український військовик, полковник Збройних сил України, учасник російсько-української війни. Командир 100-ї окремої механізованої бригади (з 2022).
Лицар ордена Богдана Хмельницького III ступеня (2017).

## Життєпис
25 лютого 2020 року призначений військовим комісаром Гощанського об'єднаного районного ТЦК та СП.
З 2022 року — командир 100-ї окремої бригади територіальної оборони, а після переформатування 100-ї окремої механізованої бригади.

## Нагороди
- орден Богдана Хмельницького III ступеня (22 травня 2017) — за особисту мужність, виявлену у захисті державного суверенітету та територіальної цілісності України, самовіддане виконання військового обов'язку.[4]

## Військові звання
- майор[4]
- полковник[2]